# Campionati europei di tuffi 2012 - Piattaforma 10 metri sincro maschile
La gara della piattaforma da 10 metri sincro maschile degli Europei 2012 è stata disputata il 19 maggio 2012 e vi hanno partecipato 6 coppie di atleti.  Le qualificazioni si sono disputate nel pomeriggio e, per il basso numero di partecipanti, non hanno sancito eliminazioni ma sono servite a stabilire l'ordine di esecuzione della finale, svoltasi in serata.

## Medaglie
| Posizione | Paese    | Atleti                                 |
| --------- | -------- | -------------------------------------- |
| Oro       | Germania | Sascha Klein Patrick Hausding          |
| Argento   | Russia   | Il'ja Zacharov Viktor Minibaev         |
| Bronzo    | Ucraina  | Oleksandr Bondar Oleksandr Horškovozov |

## Qualifiche
| Pos. | Nazione     | Atleti                                 | Punti  |
| ---- | ----------- | -------------------------------------- | ------ |
| 1    | Russia      | Il'ja Zacharov Viktor Minibaev         | 437.01 |
| 2    | Germania    | Sascha Klein Patrick Hausding          | 435.21 |
| 3    | Ucraina     | Oleksandr Bondar Oleksandr Horškovozov | 419.07 |
| 4    | Svezia      | Jesper Tolvers Christofer Eskilsson    | 389.04 |
| 5    | Bielorussia | Timofei Hordeichuk Vadzim Kaptur       | 376.05 |
| 6    | Italia      | Francesco Dell'Uomo Maicol Verzotto    | 371.70 |

## Finale
| Pos. | Nazione     | Atleti                                 | Punti  |
| ---- | ----------- | -------------------------------------- | ------ |
|      | Germania    | Sascha Klein Patrick Hausding          | 463.08 |
|      | Russia      | Il'ja Zacharov Viktor Minibaev         | 458.07 |
|      | Ucraina     | Oleksandr Bondar Oleksandr Horškovozov | 437.79 |
| 4    | Bielorussia | Timofei Hordeichuk Vadzim Kaptur       | 394.17 |
| 5    | Svezia      | Jesper Tolvers Christofer Eskilsson    | 373.14 |
| 6    | Italia      | Francesco Dell'Uomo Maicol Verzotto    | 371.28 |

## Fonti
- (EN)  Omegatiming.com - Qualifiche[collegamento interrotto]
- (EN)  Omegatimng.com - Finale[collegamento interrotto]